# Don (géorgien)
Cette page contient des caractères spéciaux ou non latins. S’ils s’affichent mal (▯, ?, etc.), consultez la page d’aide Unicode.
Pour les articles homonymes, voir Don.
Don, (დონ, [don], en géorgien) est la 4e lettre de l'alphabet géorgien.

## Linguistique
Don est utilisé pour représenter le son [d].
Dans la norme ISO 9984, la lettre est translittérée par « d ».

## Représentation informatique
- Unicode[1] :
  - Asomtavruli Ⴃ : U+10A3
  - Mkhedruli et nuskhuri დ : U+10D3